# Kaja Kajzer
Kaja Kajzer, slovenska judoistka, * 31. januar 2000.
Kaja Kajzer je članica Judo kluba Bežigrad. Zmagala je na turnirju Tel Aviv Grand Prix 2020 in v svojem prvem nastopu na evropskem prvenstvu leta 2021 v Lizboni je osvojila srebrno medaljo.